# Wiesław Sikorski
Wiesław Sikorski – polski pedagog, dr hab., profesor uczelni Uniwersytetu WSB Merito we Wrocławiu.

## Życiorys
4 czerwca 1998 obronił pracę doktorską Interpretacja psychologicznych i pedagogicznych uwarunkowań aspiracji życiowych i edukacyjnych młodzieży szkół nyskich, następnie uzyskał stopień doktora habilitowanego. Został zatrudniony na stanowisku profesora na Wydziale Ekonomicznym i Pedagogicznym Wyższej Szkole Zarządzania i Administracji w Opolu.
Był profesorem nadzwyczajnym w Studium Nauk Podstawowych Państwowej Wyższej Szkole Zawodowej w Nysie, oraz w Instytucie Nauk Pedagogicznych na Wydziale Nauk Społecznych Uniwersytetu Opolskiego.
Awansował na stanowisko profesora uczelni na Uniwersytecie WSB Merito we Wrocławiu, na Wydziale Zamiejscowym w Chorzowie Wyższej Szkole Bankowej w Poznaniu i w  Wyższej Szkole Bankowej we Wrocławiu.